# Стародраченино
Стародраченино — село в Заринском районе Алтайского края России. Административный центр Стародраченинского сельсовета.

## История
Стародраченино было основано в 1757 году. В «Списке населенных мест Российской империи» 1868 года издания населённый пункт упомянут как заводская деревня Старо-Драченина (Драченина) Барнаульского округа (1-го участка) Томской губернии при реке Чумыш. В деревне имелось 28 дворов и проживало 159 человек (77 мужчин и 82 женщины).

В 1911 году в деревне, имелось 78 дворов и проживало 377 человек (174 мужчины и 203 женщины). Функционировали два маслодельных завода. Административно деревня входила в состав Озёрно-Титовской волости Барнаульского уезда.

В 1926 году в Старо-Драченино имелось 153 хозяйства и проживало 770 человек (359 мужчин и 411 женщин). Функционировали школа I ступени и лавка общества потребителей. В административном отношении деревня являлась центром сельсовета Чумышского района Барнаульского округа Сибирского края.

## География
Село находится в северо-восточной части Алтайского края, на правом берегу реки Чумыш, на расстоянии примерно 2 км к востоку от города Заринск. Абсолютная высота — 179 метров над уровнем моря.

Климат умеренный, континентальный. Средняя температура января составляет −17,7 °C, июля — +19,2 °C. Годовое количество атмосферных осадков — 450 мм.

## Население
| 1997 | 1998 | 1999 | 2000 | 2001 | 2002 | 2003 |
| ---- | ---- | ---- | ---- | ---- | ---- | ---- |
| 758  | ↘741 | ↗763 | ↘755 | ↗763 | ↘762 | ↘737 |
| 2004 | 2005 | 2006 | 2007 | 2008 | 2009 | 2010 |
| ↘688 | ↗696 | ↗698 | ↗702 | ↘656 | ↘643 | ↘624 |
| 2011 | 2012 | 2013 |      |      |      |      |
| ↘623 | ↘600 | ↘572 |      |      |      |      |

Согласно результатам переписи 2002 года, в национальной структуре населения русские составляли 93 %.

## Инфраструктура
В селе функционируют средняя общеобразовательная школа, фельдшерско-акушерский пункт (филиал КГБУЗ «Центральная городская больница г. Заринск»), дом культуры и отделение Почты России.